# العتبات العاليات
العتبات العاليات المعروفة أيضًا بالعتبات المقدسة، وهي أضرحة ستة من أئمة الشيعة تقع في النجف وكربلاء والكاظمية وسامراء وفي الواقع تُسمى جميع أضرحة هؤلاء الأئمة (قبورهم) بالعتبات العاليات. وتتمتع المدن المذكورة بأهمية بسبب أضرحة هؤلاء الأئمة الشيعة الستة الذين دُفنوا فيها.

## النجف
النجف هي مدينة في وسط العراق تبعد حوالي 160 كم عن مدينة النجف. كم (حوالي ١٠٠ ميل) جنوب بغداد. قُدِّر عدد سكانها عام ٢٠١٣ بمليون نسمة.
النجف (المدينة) تُعتبر على نطاق واسع ثالث أقدس مدينة لدى المسلمين الشيعة، والعاصمة الروحية للعالم الشيعي، ومركز السلطة السياسية الشيعية في العراق. ويوجد فيها مرقد علي بن أبي طالب كجزء من العتبات العليا.

## كربلاء

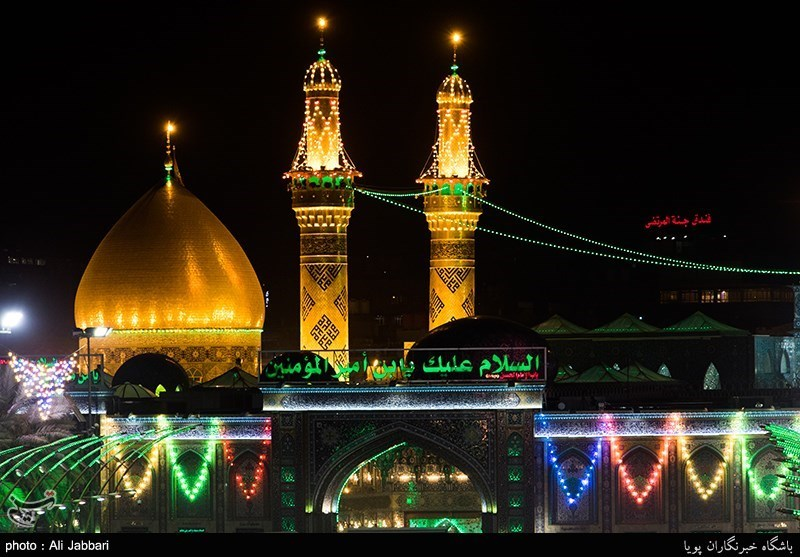
كربلاء

كربلاء مدينة عراقية، تُعتبر مهدًا لعاشوراء. ومن أهم مراقدها مرقد الحسين بن علي، ومرقد العباس بن علي. كما تضم مرقده أيضًا قبور ابن الحسين (علي الأكبر) وأصحابه.

## الكاظمية

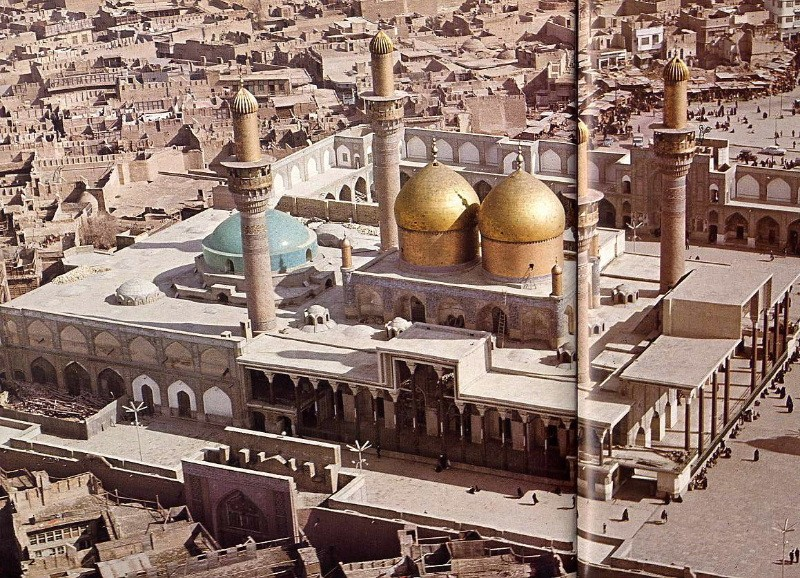
الكاظمية

تقع الكاظمية على ضفاف دجلة في بغداد، العراق. وتضم هذه المدينة مرقدَي موسى الكاظم (سابع أئمة الشيعة) ومحمد الجواد (تاسع أئمة الشيعة).

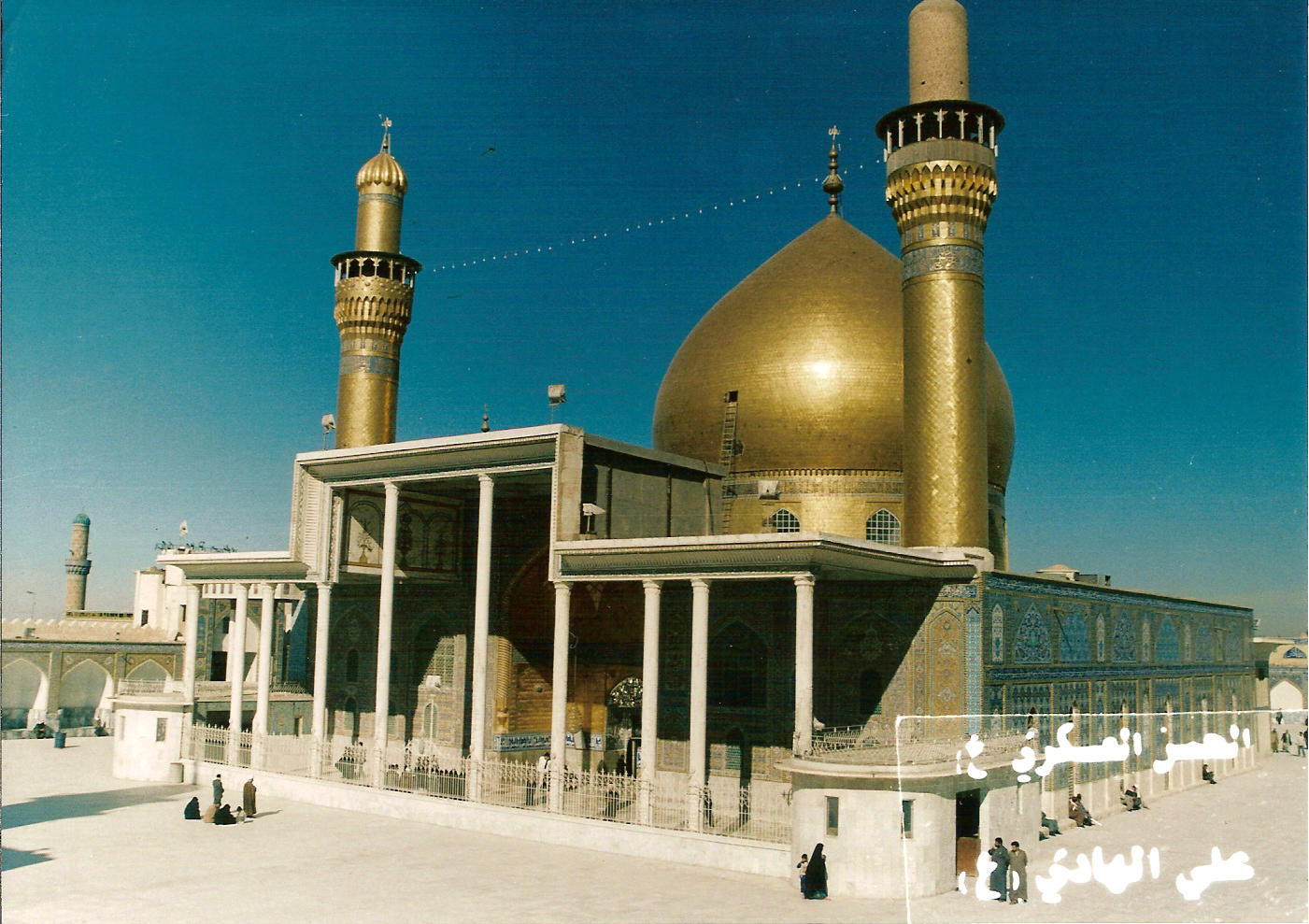
سامراء

## سامراء
سامراء مدينة عراقية تقع شمال بغداد، دُفن فيها الإمامان العاشر والحادي عشر عند الشيعة (الهادي) والحادي عشر عند الشيعة (الحسن العسكري)، وتُعدّ من مقاصد العتبات العلوية.